# Pembertonia
Pembertonia je monotipski rod glavočika čija je jedina vrsta P. latisquamea iz Zapadne Australije. To je grm ili penjačica koja naraste do preko jednog metra (1,45). Prvi puta opisao ju je Ferdinand von Mueller 1878. kao Brachyscome latisquamea, a u rod, Pembertonia, prenio je 2004. Philip Short.
Global Compositae Database rod Pembertonia priznaje samo kao sinonim za Brachyscome

## Sinonimi
- Brachyscome latisquamea F.Muell.
- Heteropholis latisquamea (F.Muell.) F.Muell.